# M10 (テレビ番組)
M10（マグニチュード テン）は、1992年10月19日深夜 - 1993年10月1日にテレビ朝日で生放送されていた深夜バラエティ番組である。通称はM10（エムテン）。

## 概要
テレビ朝日の平日深夜の生放送『こだわりTV PRE★STAGE』（午前1時 - 午前4時30分。最終金曜日は休止）をリニューアルした番組（前番組と同様、ネット局なしの関東ローカル）。放送時間を前番組の半分以下に短縮したことも含めた、事実上のダウンサイジングである。
放送時間は月 - 金 午前1時 - 2時30分（毎月最終金曜日は『朝まで生テレビ!』を放送するため休止）。生放送であること、曜日毎に出演者や特色を変え、スタジオでの進行を中心としていた点は前番組と変わらないが料理、社会、お笑いなど多岐に亘るテーマを「毎日ひとつ」に拘らず、曜日によっては複数のテーマをワイドショーの様に切り替えながら進行する回があった。

## 出演者
月曜
- そのまんま東
- 千田正穂
- TARAKO

火曜
- ルー大柴
- 細川ふみえ
- ケイ・グラント - タイトルコールも担当

水曜
- 北野誠
- 蓮舫

木曜
- 梶原しげる
- 森下桂

金曜
- やしきたかじん（1993年3月に降板）
- トミーズ雅

大竹まこと、ハイヒール（リンゴ・モモコ）、中山秀征などが準レギュラーとして、週替わりで出演。
たかじんの降板後は中山と山田雅人がMCを務めた。

## エピソード
やしきたかじんがMCを務めた金曜日は「たかじん 男の料理」のタイトルで本番中に、たかじんとトミーズ雅が服部栄養専門学校の生徒と一緒に料理を作るコーナーを放送。たかじんは毎回、巻紙の様な進行表を自作するなど、当コーナーのために綿密な準備を進めていた。
中山と大竹をゲストに迎えた1992年12月11日放送分の当コーナーで、たかじんは「こんにゃくステーキ」を作ろうとしたが調理に必要な「塩」（「味の素」）が用意されていないことに激怒。後に「味の素事件」と呼ばれる騒動を本番中に起こした。
この時は雅が「『味の素を入れた』ということにしましょう」と軌道修正を試みたが、たかじんは「出来ん、それは。味の素が無いのに出来ない！！」と調理を放棄。本番中のスタジオを後にした。
たかじんは1993年3月まで当番組に出演。同年4月からは中山と山田雅人がMCを引き継いだ。

## テーマ曲
- オープニングテーマ：THE BOOM『真夏の奇蹟』（ソニーレコード<現:ソニー・ミュージックレーベルズ>）
- エンディングテーマ：オルケスタ・デ・ラ・ルス『』（MCAビクター<現:ユニバーサルミュージック>）

MAGIC『クロスロード』（メルダック）

## スタッフ
- 構成：久利一、梅沢浩一、桜井誠二
- 調査：海老原達也、若木智円
- 技術協力：テイクシステムズ
- 照明：共立
- 美術デザイン：宮崎洋（テレビ朝日）
- 美術進行：猪俣正隆（テレビ朝日クリエイト）
- 効果：門脇弘幸 ほか（TSP）
- タイトル：安田達夫
- ＴＫ：丸山和子
- スタイリスト：磯山賢二
- 広報：三輪祐見子（テレビ朝日）
- 企画協力：オフィス・トゥー・ワン
- 制作協力：テレビ朝日映像
- ディレクター：國府方昇、飯田浩、文公進 ほか
- プロデューサー：岩村紀明（テレビ朝日）、森義典（VIVIA）
- 総合プロデューサー：鈴木宏男（テレビ朝日）
- 企画：北村英一（テレビ朝日）、久世高史（オフィス・トゥー・ワン）
- 制作著作：テレビ朝日